# Enrique Fortunato Carino
Enrique Fortunato Carino (San Miguel de Tucumán, Tucumán, 8 de julio de 1905) fue un futbolista argentino que jugaba como defensor.

## Carrera

### Atlético Tucumán
Carino debutó en Atlético Tucumán en el año 1924. En su primer año fue campeón tucumano al derrotar a Talleres de Tafi Viejo en el desempate por el campeonato, compartiendo equipo con Donato Penella. En 1927 se coronó campeón de la Liga Tucumana, por segunda vez. En 1929 formó parte de la gira del equipo decano por Perú, cuando venció, entre otros, a la Selección Peruana. En 1930 ganó por tercera vez el torneo, aportando para dejar a Atlético como el club tucumano más laureado en la década de 1930. En 1937 volvió a Tucumán y se consagró campeón nuevamente.
Carino marcó 46 goles en 124 partidos con la camiseta de Atlético Tucumán.

### Quilmes
En 1932 fue transferido al fútbol de Buenos Aires, junto a otros futbolistas tucumanos, para sumarse a Quilmes. En el club quilmeño fue cuando dejó de jugar como mediocampista y empezó a jugar como defensor. En el cervecero jugó hasta 1933.

## Clubes
| Club             | País      |
| ---------------- | --------- |
| Atlético Tucumán | Argentina |
| Quilmes          | Argentina |

## Palmarés
| Título        | Equipo           | País      | Año  |
| ------------- | ---------------- | --------- | ---- |
| Liga Tucumana | Atlético Tucumán | Argentina | 1924 |
| Liga Tucumana | Atlético Tucumán | Argentina | 1927 |
| Liga Tucumana | Atlético Tucumán | Argentina | 1930 |
| Liga Tucumana | Atlético Tucumán | Argentina | 1937 |